# Arvada (Wyoming)
Arvada statisztikai település az USA Wyoming államában, Sheridan megyében. Lakosainak száma 33 fő (2020. április 1.).

## Népesség
A település népességének változása:

| 2010 | 43 |
| 2020 | 33 |